# Jennifer Quiles

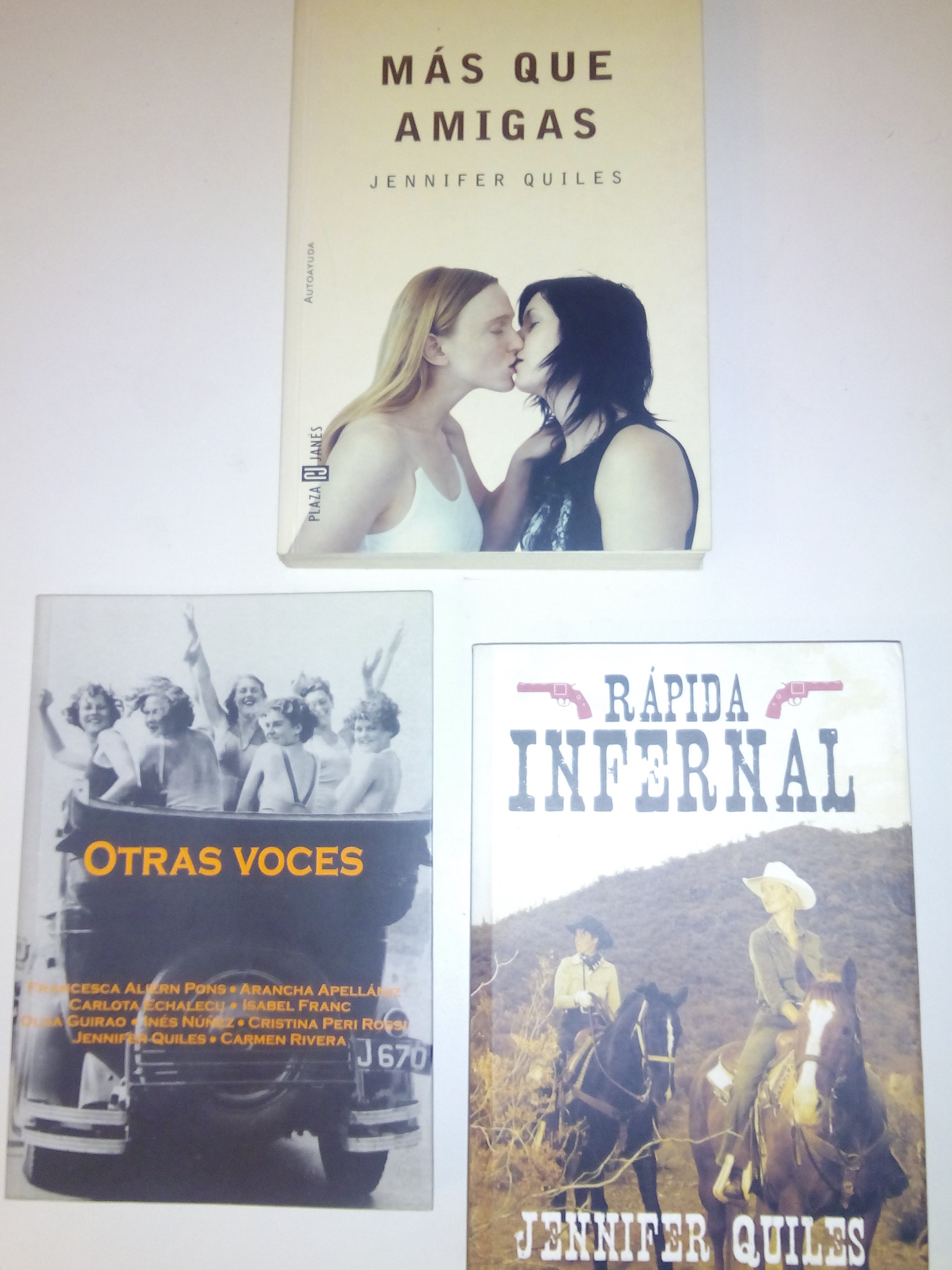
Portades de les publicacions de Jennifer Quiles i de l'obra col·lectiva "Otras Voces" on apareix un relat de l'autora.

Jennifer Quiles (Londres, 1968 - Barcelona, 2005) fou una periodista, escriptora i activista lesbiana catalana.
Autora del considerat com a primer manual d'autoajuda per a dones lesbianes i bisexuals editat a Catalunya i a l'Estat espanyol, Más que amigas, dirigit no sols a les dones que se senten o s'han sentit algun cop atretes per altres dones, sinó també "a totes les persones que senten curiositat per les relacions afectivo-sexuals entre dones i volen ampliar els seus coneixements per sobre de tòpics i idees equivocades".

## Vida i carrera professional
Dos anys després d'haver nascut, la seva família es va traslladar a viure a Barcelona. Jennifer es va llicenciar en Ciències de la Informació a la Universitat Autònoma de Barcelona (UAB) i va estudiar filologia hispànica a la Universitat de Barcelona (UB). Va iniciar la seva carrera periodística a una televisió local barcelonina i als diaris Avui i La Vanguardia. L'any 1992 va entrar a treballar a El Mundo Deportivo, on hi va estar més d'una dècada. A partir del 2001 fou activa col·laboradora de la revista Nosotras, la qual, juntament amb la revista Dos.dos., que va fundar i dirigir, estaven destinades eminentment a dones lesbianes i bisexuals.
Va formar part de la Coordinadora Gai-Lesbiana de Catalunya i va participar en les Primeras Jornadas Lésbicas de la FELGT (Federación Estatal de Lesbianas, Gais, Transsexuales y Bisexuales) celebrades l'any 2003 a Madrid, amb una ponència. En ella, va reflexionar sobre els valors negatius que la nostra societat ha donat i dona al fet de ser dona i de ser lesbiana, una equació negativa que cal transformar, gràcies sobretot a l'activisme i a la visibilitat.
A la primavera de l'any 2002 va publicar el llibre Más que amigas, considerat com a primer manual d'autoajuda per a dones lesbianes i bisexuals editat a Catalunya i a l'Estat Espanyol. Aquell mateix any es publica l'obra col·lectiva Otras Voces, Jennifer hi contribueix amb el relat lèsbic "Bajo las buganvillas".
Mor el 21 de març de 2005, als 37 anys, a causa d'un càncer. La seva mare, família i les seves editores li van retre homenatge amb la publicació pòstuma de la novel·la Rápida Infernal, una obra inacabada, que també inclou els tres relats inèdits: "Fetiche", "Ven" i "Invertida". La novel·la és una trepidant història d'amor situada a l'Oest americà que va néixer inicialment com a fanfic de la sèrie televisiva Xena. Hi ha un estudi centrat en aquest llibre que analitza la contribució de la narrativa de Jennifer Quiles a normalitzar l'existència lesbiana, a destruir l'estigma tràgic i a crear un sentiment de comunitat.

## Llegat
La importància del llegat de Jennifer Quiles es fa patent tant en el vídeo homenatge que va realitzar la FELGTB, que es pot veure en xarxa, com al fet de la convocatòria, a partir de l'any 2008, dels "premios a la visibilidad lésbica Jennifer Quiles". Els primers es van lliurar a Sevilla i li van concedir a ella el de lesbiana visible a títol pòstum. L'objectiu, segons la FELGTB, fou el de premiar la visibilitat lèsbica i homenatjar a una de les promotores del canvi de mentalitat a la població lèsbica respecte a la pròpia visibilitat.
A més, el desembre de 2005, al CCCB, a l'activitat de BarceDona+Cine VI Ed. (16-18 dic.) se li va fer un homenatge.
És una de les dones a qui se li ha dedicat un programa a Desconocidas&Fascinantes de InOutRadio, realitzat per Isabel Franc, reconeguda escriptora i destacable activista lesbiana, que va conèixer i compartir amistat amb Jennifer Quiles. I, encara que sigui un breu perfil, els seus llibres i ella mateixa són mencionades a nombroses webs (Editorial Egales, Llibreria Berkana, Ambiente G, LesbianLips.).
Els seus llibres s'han inclòs a bibliografies divulgatives d'àmbit català com l'anomenada Cultura Gai, lèsbica i transsexual. Bibliografia selectiva.
Totes les referències que hi ha transmeten que Jennifer Quiles fou una dona accessible, plena de vitalitat i amb un gran sentit de l'humor. Una dona que va contribuir, amb la seva militància, savoir faire i amb les seves publicacions, que innumerables dones, a qui agraden altres dones, s'acceptin i estiguin orgulloses de ser com són, lluitant contra els complexos i els falsos prejudicis.

## Obra publicada
- Más que amigas. Plaza & Janés, Barcelona, 2002, ISBN 84-01-37751-X.
- "Bajo las buganvillas". VVAA: Otras Voces. Editorial Egales. Barcelona-Madrid, 2002, pàgs.175-188. ISBN 84-95346-36-2
- Rápida Infernal. Editorial Egales, Madrid, 2006, ISBN 84-88052-01-4